# Hayami Saori
Hayami Saori (早見 沙織 (Tảo Kiến Sa Chức) sinh ngày 29 tháng 5 năm 1991) là một ca sĩ, người dẫn chuyện và diễn viên lồng tiếng Nhật Bản. Công ty I'm Enterprise là người đại diện của cô. Với tư cách ca sĩ, cô đã ký hợp đồng với Warner Bros. Home Entertainment. Hayami giành giải Seiyu lần thứ 10 cho hạng mục Nữ diễn viên phụ xuất sắc nhất. Các vai trò lồng tiếng chính của cô bao gồm vai Yukinoshita Yukino trong Chuyện tình thanh xuân bi hài của tôi quả nhiên là sai lầm, Yumeko Jabami trong Kakegurui, Fubuki trong One-Punch Man, Ayase Aragaki trong Ore no Imōto ga konna ni kawaii wake ga nai, Shirayuki trong Akagami no Shirayuki-hime, Yui Kusanagi trong Kamigami no Asobi, Cardia trong Code:Realize − Guardian of Rebirth, Miyuki Shiba trong The Irregular at Magic High School, Himawari Uzumaki trong Boruto:Naruto Next Generations, Shinoa Hiiragi trong Thiên thần diệt thế – Seraph of the end, Ononoki Yotsugi trong Monogatari Series, Shōko Nishimiya trong Dáng hình thanh âm (phim), Chiriko "Tsuruko" Tsurumi trong Anohana:The Flower We Saw That Day, Minamoto no Yoshitsune trong Fate/Grand Order, và Kochou Shinobu trong Thanh gươm diệt quỷ, Yor Forger trong Spy x Family